# ○○の父一覧 わ行
○○の父一覧 わ行（まるまるのちちいちらん わぎょう）は、ウィキペディア日本語版の記事「○○の父一覧」に存在する「○○の父」と比喩的に呼ばれている人物の内、わ行に分類される人物の一覧である。

## わ
- カール・ワイエルシュトラス - 近代解析学の父[1][2][3]
- 和井内貞行（わいない・さだゆき） - 十和田湖開発の父、ヒメマス養殖の父[4][5][6]
- 若尾逸平（わかお・いっぺい） - 甲州財閥の父[7]
- ゴットフリード・ワグネル - 日本近代窯業の父、近代工業の父[8][9][10]
- 鷲尾天（わしお・たかし） - プリキュアの父[11][12]
- ジョージ・ワシントン - アメリカ建国の父[13][14]
- 和田維四郎（わだ・つなしろう） - 日本鉱物学の父[15][16]
- 渡部斧松（わたなべ・おのまつ） - 秋田開拓の父[17][18]
- 渡邊嘉一（わたなべ・かいち） - 日本土木史の父[19][20]
- 渡辺惟精（わたなべ・これあき） - 三笠開拓の父[21][22]
- 渡邊三郎（わたなべ・さぶろう） - 特殊鋼の父[23]
- 渡辺寛（わたなべ・ひろし） - 日本近代養蜂の父[24]
- 渡辺勇次郎（わたなべ・ゆうじろう） - 日本ボクシングの父、ボクシングの父[25][26]
- ジェームズ・ワット - 蒸気機関の父[27][28]
- アンリ=アレクサンドル・ワロン - 第三共和政の父[29]
- レスター・ワンダーマン（英語版） - ダイレクトマーケティングの父[30][31]
- 万籟鳴（ワン・ライミン） - 中国アニメ界の父[32][33]

## ん
- ユッスー・ンドゥール - The father of mbalax（ンバラの父）[34]